# 鉄道ファン (雑誌)
『鉄道ファン』（てつどうファン、英: JAPAN RAILFAN MAGAZINE）は、愛知県名古屋市千種区に本社を構える交友社が発行する月刊の鉄道趣味雑誌で、同社の登録商標（第1561390号）である。2021年5月21日発売の2021年7月号で創刊60周年を、2019年6月21日発売の2019年8月号で通巻700号を達成した。

## 概要
2006年5月現在の公称発行部数は22万5000部と日本の鉄道趣味誌中最大。編集については東京都文京区にある東京支店で行っている。2011年1月まで、編集長は中山紅郎（2007年4月 - 2011年1月）だったが、体調不良のため2011年2月号（通巻598号）から同社社長の山田修平が編集長代行を務め、2011年8月号（通巻604号）から、副編集長の高田毅が内部昇格の形で編集長に就任した（中山も引き続き在籍）。もと編集長の宮田寛之は名誉編集長という肩書になっている。
『鉄道ピクトリアル』に続く鉄道趣味雑誌として1961年（昭和36年）に創刊された。初代編集長には、名鉄7000系電車や国鉄EH10形電気機関車の車体デザインを手がけたデザイナーの萩原政男が就任した。当初は鉄道友の会が編集に携わる形であり、鉄道友の会の宣伝や支部活動報告が掲載されていた。刊行数年後、引き続き鉄道友の会の宣伝用に1ページを割くことを条件として、交友社が自社で編集を行うようになった。
創刊号の表紙は名鉄7000系電車（パノラマカー）である。
2018年9月から、過去のバックナンバーを電子版で提供するサービス「鉄道ファン図書館」を開始した。

## 誌面
サイズはB5変型判で『鉄道ジャーナル』と同様に横幅が多少広い。鉄道雑誌の中ではページ数が多めで、発行月によって異なるものの2016年現在の定価は1,100円 - 1,200円と、他誌に比べ高価である（電子書籍版は一律900円）。
表紙デザインは上方を白地にしてタイトルと発行年月を、下に通算の号数と特集名などが記載され、中央は写真となる。表紙の写真はその時期に登場した新型車両を優先的に使用するのが大きな特徴となっている。ただし創刊○周年、通巻○○号などの記念号では、必ずしもこのパターンになるとは限らない。
デザインは創刊から10数年ほどの期間は試行錯誤を繰り返しており、以下のような変遷を遂げている。
- 創刊号から1962年12月号（通巻18号）までは左隅の通巻と右隅の刊行月を色で囲んでいた。「鉄道ファン」の文字は「鉄道」のみが大きくなっていた。
- 1963年1月号（通巻19号）から1966年6月号（通巻60号）までは白地の面積が縮み「鉄道ファン」の文字がすべて同じ大きさとなった。
- 1966年7月号（通巻61号）からはタイトル文字が縮小し、書体が現在のものとなる。写真スペースは全体の半分に縮小され、表紙に目次が掲載されるようになった。
- 1969年1月号（通巻91号）からは目次が写真下に移動、写真下は雑誌の4分の1を占め、この部分はカラーとなった。
- 1970年1月号（通巻104号）からは写真下部分が現在とほぼ同じ大きさに縮小、上方部分の白地部と目次が廃止された。またタイトル文字も丸みを帯びたものに変わり、鉄道の文字が大きくなった。なお、1969年10月号では創刊100号を記念してこれに近い表紙レイアウトがなされている。
- 1973年1月号（通巻141号）からは上方部分の白地が復活。タイトル文字も1966年7月号からのものに戻りほぼ現在のスタイルとなった。なお、特大号の例外は除く。以後、フォントの小変更などを経て現在に至る。
- 1994年8月号（通巻400号）以降、背表紙に特集タイトルが掲載されるようになった。
  - ただし、1997年5月号（通巻433号）は「JR10周年記念特大号」、2007年4月号（通巻552号）は「JR20周年記念特大号I」、2007年5月号（通巻553号）は「JR20周年記念特大号II」、2011年4月号（通巻600号）は「創刊600号」、2011年7月号（通巻603号）は「創刊50周年記念号」だったため背表紙に特集タイトルは掲載されていない。
- 2001年1月号（通巻477号）、2002年12月号（通巻500号）、2011年4月号（通巻600号）、2011年7月号（通巻603号）、2021年7月号（通巻723号）の表紙は金色である。前者は21世紀を記念したもの、後者2つはそれぞれ500号・600号を記念したもの、2011年7月号は創刊50周年、2021年7月号は創刊60周年を記念したものとなっており、2011年7月号に至っては背表紙も金色である。
- 1994年8月号（通巻400号）と2002年12月号（通巻500号）は、それぞれの通巻にちなんで400系・500系のロゴを大写しにした表紙だった（400系は当時初代塗装だったため、「400」ロゴだった）。

毎号特集を組み、「短絡線ミステリー」などシリーズ化されたものもある。また、1987年6月号に「国鉄最後の車両配置表」として1987年3月31日現在の国鉄の車両配置表を付録して以降、毎年7月号は「JR車両ファイル」として前年度のJR車両の動きと車両配置表が掲載される。特集の範囲は広く、マニアックになり過ぎず組まれており、1990年代以降はフルカラーとなっている。写真はプロカメラマンのほか、ファンからの投稿写真も使われる。
その他の記事では、新型車両に関する詳しい記述と形式写真、細部写真で構成された「新車ガイド」が大きな柱となっている。バブル期には新車ガイドだけで特集が組まれたことがある。掲載上のトラブルや鉄道事業者側の守秘義務強化などもあり、2000年代に入ってからは報道公開前の新車（甲種車両輸送や試運転時の写真など）については『○○と思われる車両』と、曖昧な表現を用いている。巻末には1/80もしくは1/87（16番ゲージ相当）の車両形式図が添付されており（2010年以降は縮尺1/120の図となる場合もある）、形式の多い系列については数号に分けて掲載されることもある。
記事の解説にイラストを使うことが多いのも特徴で、列車の編成や車体形状、構造やメカニズムの解説に用いられている。1990年代以降は主に芦山公佐がイラストを担当しており、「国鉄車両イラスト名艦」（2013年11月に『国鉄車両名鑑』のタイトルで書籍化）が2006年10月号から2013年7月号までほぼ毎月巻末に掲載されていた。
後半にはファンの投稿による「REPORT」、「まいあくと、まいとりっぷ」（「まいあくと～」はNo.733で終了）、「POST」（No734から掲載ページを縮小。一部は「CARINFO」に移行）、新聞記事などを集めた「RAIL NEWS」（No.733をもって「POST」に統合）、「READER'S CAB」（かつては「サロンカー」という名称であった）などが占める。ファンながら非常に細かい記事・写真が掲載されており、インターネットが普及した現在でもファン同士の情報交換の場としての機能を持っている。過去には巻末にファンによる鉄道グッズの交換・譲渡・譲受や情報交換・文通等を目的とした「交換室」のコーナーが掲載されていたが（投稿には掲載ページ下部にある応募券を切り取り貼り付ける必要があった）、掲載上のトラブルを理由に1996年3月号を最後に廃止された。
このほか、オールドファンによる古い時代の鉄道や近現代の鉄道建築・構造物に関する連載、日本国外の鉄道に関する記事も掲載されるほか、2000年代以降は鉄道関連のゲームソフトの紹介など、以前では取り上げられなかった内容も掲載されるようになった。
1977年以降は毎年、広告主の1つでもあるキヤノンとの共同主催でフォトコンテストを実施、毎年1月号に受賞作品が掲載される。なお、優秀者にはキヤノンのカメラや「鉄道友の会」の会費が1年間無料（未入会の場合は入会金を含める）となるなどの副賞がある。
付録が多いのも特徴のひとつで、毎年1月・7月号の巻頭には直前半年分の索引が、1981年以降毎年1月・2月号にはカレンダーが、1986年以降は毎年9月号に1年間の新型・改造車両をまとめた「新車カタログ」、2002年以降は毎年秋ごろに大手私鉄の車両の動きをまとめた一覧表、2003年以降は毎年12月号には手帳がそれぞれ同梱されるようになった。創刊40年に当たる2001年7月号から2007年10月号まで「車両カード（車両コレクション）」を付録していた。
この雑誌の知名度の高さから、2000年代には江崎グリコから復刻版豆本として1984年4月号（通巻276号）が食玩になったり、本誌監修の食玩（製品は鉄道風景を模型化したもの）つき菓子が発売されたりしたこともある。
1969年12月号（通巻103号）・1971年1月号（通巻117号）ではSLブームを反映して臨時増刊号「蒸気機関車撮影地ガイド」を発行した。2016年現在、当誌が通刊番号が付された増刊号を発行したのはこの2回だけである。1991年7月号（通刊363号）の「創刊30周年特大号」では本誌の中に創刊号の復刻版を掲載。2016年現在、同誌の旧刊が復刻された事例は本号のみである。
1980年代には鉄道関連の記事と関連性のあるテーマでバスを扱った記事が「プラスバス」の題名で連載されたことがある。各地の路面電車を紹介する連載記事「路面電車を訪ねて」が掲載された各号ではその路面電車の運営事業者のバスを紹介する記事が、2階建車両の特集が組まれた号では2階建てバスの記事が、国鉄のボンネット形特急車両の特集が組まれた号ではボンネットバスの記事が、東海道本線の特集が組まれた号では東名ハイウェイバスの記事が掲載された。
鉄道ジャーナルとは異なり鉄道の絡んだ重大事故や大規模災害が発生しても発生直後の号で特集記事を組んだり被災現場の写真を掲載することはない。ほとんどの場合は発生から年月が経過してからまとめの形で掲載している。

### 執筆者・写真家
名誉顧問（No.674から、No.603まで「特別顧問」）として国鉄OBの手塚一之（故人。国鉄在籍時代は『小玉光』などの筆名でも執筆していた）、カメラマンとして伊藤久巳（航空写真家としても活動）、2010年からは松本洋一とも契約している。また、以前は『鉄道ジャーナル』で記事を執筆していた松本典久が乗車ルポなどを、鉄道ジャーナル社出身の目黒義浩もカメラマンとして参加している。2000年代以降ではフリーランスプロダクツ（鉄道ライター・梓岳志と芦山公佐のコンビ）、池口英司、草町義和（ともに鉄道ライター）、渡部史絵（鉄道ジャーナリスト）や野月貴弘（SUPER BELL"Z）らが執筆陣に加わっている。
過去の執筆者、写真家としては広田尚敬や一時期編集部に在籍したことがある諸河久がおり、創刊号の表紙は広田の手によるものである（他にも表紙写真や記事を多数手がけた）。TBSアナウンサーの吉村光夫も創刊初期の頃から不定期ではあるが記事執筆を行なっていた。
創刊号から1962年7月号（通巻13号）までは巻末に同人氏名が掲載されており、広田や吉村の他、のちに『鉄道ジャーナル』を創刊する竹島紀元、交通博物館調査役であった鷹司平通、国鉄電車主任技師であった星晃、国鉄気動車担当技師でのちに九州旅客鉄道（JR九州）初代社長を務めた石井幸孝、鉄道研究家として知られた吉川文夫、のちに編集長となった国鉄在籍のイラストレーターである黒岩保美、交友社編集に移管された後も編集部に長く在籍した江本廣一などが同人として名を連ねていた。
『レイルマガジン』の編集陣は、編集長の新井正を筆頭に同誌からの移籍組を中心に構成されている。